# Acanaloniidae
Acanaloniidae Amyot & Serville, 1843, è una famiglia di insetti dell'ordine dei Rincoti Omotteri, superfamiglia dei Fulgoroidei.

## Descrizione
Sono insetti di piccole dimensioni, abbastanza simili ai Flatidi, da cui si distinguono per l'assenza della pruina cerosa e per l'assenza delle granulazioni sulle nervature alari. Il corpo è lungo circa mezzo centimetro e compresso lateralmente, spesso di colore verde. Frequente è il mimetismo criptico: per la forma del corpo, i colori della livrea, la forma e la disposizione delle ali, queste cicaline imitano l'aspetto di una foglia.
I principali caratteri morfologici distintivi risiedono nel capo, nelle ali anteriori e nelle zampe.
Il capo è provvisto di due ocelli, disposti sotto gli occhi e ai lati delle carene laterali che decorrono nella regione fronto-clipeale. Le antenne mostrano il secondo articolo ingrossato, carattere tipico della generalità dei Fulgoroidei, e flagello filiforme non segmentato.
Le ali anteriori sono differenziate in tegmine, sono molto ampie nella regione mediana e presentano una fitta venatura reticolata. Hanno un tipico profilo triangolare, con margine costale convesso e margine anale pressoché rettilineo. In fase di riposo sono ripiegate a tetto ma tenute quasi verticalmente ai lati del corpo.
Le zampe sono di tipo cursorio, hanno le tibie posteriori prive di spine laterali e provviste di sole spine apicali. I tarsi posteriori hanno il primo segmento molto breve e il secondo segmento con due piccole spine laterali.

## Habitat e diffusione
Gli Acanaloniidae sono diffusi principalmente in Centroamerica e Sudamerica e, in misura minore, in altre regioni del mondo. Vivono in ambienti forestali e si nutrono della linfa elaborata prelevata dal floema di piante legnose.
In generale sono insetti privi di importanza economica in quanto controllati naturalmente nel loro ambiente originario, ma in Europa è stata segnalata in diverse regioni, in particolare in Italia, l'introduzione di Acanalonia conica dagli USA. Per la sua notevole polifagia e per le analogie con Metcalfa pruinosa, questo insetto è considerato potenzialmente dannoso. A conferma di questa tesi è nota la contemporanea presenza di stadi giovanili di A. conica e M. pruinosa nelle stesse infestazioni.

## Sistematica
Fino agli anni novanta, la famiglia comprendeva 14 generi con circa 85 specie:
- Acanalonia
- Andrewsiella
- Batusa
- Bühleria
- Chlorochara
- Hemithiscia
- Paraphilatis

- Parathiscia
- Perinetia
- Philatis
- Pseudothiscia
- Sutteria
- Thinea
- Thiscia

Una revisione (EMELJANOV, 1999) ha scorporato la famiglia degli Issidae spostando alcune sottofamiglie in nuovi inquadramenti tassonomici. Secondo questa proposta, i generi Cotylana, Distiana, Hemitonga, Lollius, Paratonga e Tylana, comprendenti nel complesso 43 specie, andrebbero incluse nella famiglia degli Acanaloniidae.